# 长赤镇
长赤镇，是中华人民共和国四川省巴中市南江县下辖的一个乡镇级行政单位。2019年12月，撤销红四乡和傅家乡，将原红四乡和原傅家乡及红光镇玉湖社区、玉白村所属行政区域划归长赤镇管辖。

## 行政区划
长赤镇下辖以下地区：
朱陵宫社区、乐园路社区、红顶社区、竹岭社区、乐台村、建华村、清泉村、莲花村、永新村、上游村、中奎村、莲池村、青杠村、龙池村、桥梁村、鼓楼村、笔架村、石滩村、苟林村、书房村、林家村、青柏村、晓钟村、花园村和华山村。